# ГЕС Каруачі
ГЕС Каруачі — гідроелектростанція у Венесуелі. Знаходячись між ГЕС Токома (вище по течії) та ГЕС Макагуа, входить до складу каскаду на річці Кароні, правій притоці однієї з найбільших річок світу Оріноко.
В межах проекту долину річки перекрили комбінованою греблею, котра включає:
- бетонну гравітаційну секцію висотою 55 метрів та довжиною 360 метрів, яка потребувала 742 тис. м3 матеріалу;
- кам'яно-накидну секцію з бетонним облицюванням висотою 50 метрів, довжиною 900 метрів та шириною по гребеню 8 метрів;
- земляну частину висотою 45 метрів, довжиною 4200 метрів та шириною по гребеню 8 метрів.
Разом вони утримують водосховище з площею поверхні 236,7 км2 та об'ємом 3520 млн м3, в якому припустиме коливання рівня під час операційної діяльності між позначками 90,3 та 91,3 метра НРМ (під час повені до 92,6 метра НРМ).
Пригреблевий машинний зал обладнали дванадцятьма турбінами типу Каплан потужністю по 180 МВт, які використовують напір у 36 метрів.
За рік гідрокомплекс забезпечує виробництво 11,35 млрд кВт-год електроенергії.
Видача продукції відбувається по ЛЕП, розрахованій на роботу під напругою 400 кВ.